# Weinmannia eymaeana
Weinmannia eymaeana är en tvåhjärtbladig växtart som beskrevs av H.C. Hopkins. Weinmannia eymaeana ingår i släktet Weinmannia och familjen Cunoniaceae. Inga underarter finns listade i Catalogue of Life.